# 40 Acres & a Mule Filmworks
(Spike Lee)
La 40 Acres & a Mule Filmworks è una compagnia di produzione cinematografica, fondata dal regista afroamericano Spike Lee il 6 dicembre 1984. La sua sede è a New York.
Il nome deriva dalla promessa di risarcimento fatta agli schiavi africani nel 1865, alla fine dello schiavismo negli Stati Uniti: venivano promessi, appunto, 40 acri di terra e un mulo. La promessa però non fu mantenuta.
La prima apparizione del logo della casa di produzione avvenne nel 1981, nei titoli di testa del cortometraggio Sarah, ma fu registrato solo nel 1984. Il capitale iniziale della società era di 400.000 dollari.
Alla produzione cinematografica negli anni successivi si è affiancata quella musicale, editoriale e pubblicitaria. Inoltre la 40 Acres & a Mule si occupa anche di merchandising, abbigliamento e home video. Spike Lee ha aperto una catena di negozi a Boston, Atlanta e Chicago e anche in altre nazioni.
Nel 1991 la rivista inglese Sight & Sound riservò alla 40 Acres & a Mule Filmworks un articolo sulla rubrica economica The Business, evidenziandone i progressi economici e asserendo: «Spike Lee ha aperto la strada».
Oltre a produrre i film di Spike Lee, la 40 Acres & a Mule ha prodotto anche opere di giovani autori afroamericani, come Ernest Dickerson, David C. Johnson e Malcolm D. Lee, cugino di Spike Lee.

## Film prodotti
- Joe's Bed-Stuy Barbershop: We Cut Heads di Spike Lee (1983)
- Lola Darling (She's Gotta Have It) di Spike Lee (1986)
- Aule turbolente (School Daze) di Spike Lee (1988)
- Fa' la cosa giusta (Do the Right Thing) di Spike Lee (1989)
- Mo' Better Blues di Spike Lee (1990)
- Jungle Fever di Spike Lee (1991)
- Malcolm X di Spike Lee (1992)
- Crooklyn di Spike Lee (1994)
- Drop Squad di David C. Johnson (1994)
- New Jersey Drive di Nick Gomez (1995)
- Tales from the Hood di Rusty Cundieff (1995)
- Clockers di Spike Lee (1995)
- Girl 6 - Sesso in linea (Girl 6) di Spike Lee (1996)
- Bus in viaggio (Get on the Bus) di Spike Lee (1997)
- 4 Little Girls (documentario) di Spike Lee (1997)
- He Got Game di Spike Lee (1998)
- S.O.S. Summer of Sam - Panico a New York (Summer of Sam) di Spike Lee (1999)
- The Best Man di Malcolm D. Lee (1999)
- Love & Basketball di Gina Prince-Bythewood (2000)
- The Original Kings of Comedy (documentario) di Spike Lee (2000)
- Bamboozled di Spike Lee (2000)
- 3 A.M. - Omicidi nella notte (3 A.M.) di Lee Davis (2001)
- A Huey P. Newton Story (documentario) di Spike Lee (2001)
- Home Invaders di Gregory Wilson (2001)
- Jim Brown: All-American (documentario) di Spike Lee (2002)
- La 25ª ora (25th Hour) di Spike Lee (2002)
- Good Fences di Ernest Dickerson (2003)
- Lei mi odia (She Hate Me) di Spike Lee (2004)
- Sucker Free City (film TV) di Spike Lee (2004)
- Jesus Children of America (episodio di All the Invisible Children) di Spike Lee (2005)
- Inside Man di Spike Lee (2006)
- When the Levees Broke: A Requiem in Four Acts (documentario) di Spike Lee (2006)
- Lovers & Haters (documentario) di Spike Lee (2007)
- Miracolo a Sant'Anna di Spike Lee (2008)
- Passing Strange (documentario) di Spike Lee (2009)
- Kobe Doin' Work (documentario) di Spike Lee (2009)
- If God Is Willing and da Creek Don't Rise (2010)
- Red Hook Summer (2012)
- Bad 25 (2012)
- Oldboy (2013)
- Il sangue di Cristo (Da Sweet Blood of Jesus), regia di Spike Lee (2014)
- Go Brasil Go! (2015)
- Cronies (2015)
- Touched with Fire (2015)
- Chi-Raq (2015)
- Pass Over (2018)
- BlacKkKlansman (2018)
- Da 5 Bloods - Come fratelli (2020)